# Kumanovska
La Kumanovska (en macédonien : Кумановска река) est une petite rivière de la Macédoine du Nord, dans la région du Nord-Est, et un affluent de la Pčinja, donc un sous-affluent du fleuve le Vardar.

## Géographie
De 10 kilomètres de longueur[réf. nécessaire], elle est formée au nord-est de la ville de Kumanovo par la réunion de deux autres rivières, la Lipkovska et la Tabanovatchka. Elle traverse ensuite l'agglomération vers le sud, puis se jette dans la Pčinja.